# La Princesse des glaces
La Princesse des glaces (titre original : Isprinsessan) est un roman policier de Camilla Läckberg, publié en Suède en 2003. La version française paraît le 30 avril 2008 aux éditions Actes Sud dans la collection Actes noirs. Il a obtenu le grand prix de littérature policière et le prix polar international en 2008.

## Résumé
Dans la petite ville balnéaire de Fjällbacka, en plein hiver, une jeune femme est retrouvée morte dans sa baignoire gelée. Suicide ou meurtre ? L'autopsie révèle qu'Alexandra est morte depuis près d'une semaine : elle a été droguée et quelqu'un lui a ouvert les veines. Erica, l'amie d'enfance de la victime tente d'y voir plus clair. Avec Patrick Hedström, un ami qui travaille sur l'enquête au commissariat, ils cherchent dans la petite communauté de Fjällbacka, l'auteur du meurtre. Non-dits, secrets, ressentiments, jalousies et vieux contentieux refont surface.

## Personnages
- Alexandra Wijkner, la princesse des glaces, son corps sans vie est retrouvé dans une baignoire gelée. Amie d'enfance d'Erica, elles se sont brusquement perdues de vue lorsque les parents d'Alexandra ont déménagé, elles avaient alors une douzaine d'années. Après des études d'histoire de l'art à Paris, elle ouvre une galerie d'art à Göteborg avec une associée, Francine. Depuis quelques mois, elle passait tous ses week-ends à Fjällbacka dans la maison familiale.
- Erica Falck, romancière, amie d'enfance de la victime. Elle vient de perdre ses parents, va devoir vendre la maison familiale de Fjällbacka. Elle découvre le corps d'Alexandra. Un peu malgré elle, mais aussi par curiosité, pour écrire un nouveau livre, elle va tenter de comprendre ce qui a pu conduire au meurtre.
- Patrik Hedström, ami d'enfance d'Erica, depuis toujours un peu amoureux d'elle. Il travaille au commissariat comme enquêteur.
- Bertil Mellberg, inspecteur principal du commissariat. Il vient d'être muté de Göteborg après une bavure, rêve de prendre sa revanche. Beau parleur, incapable, il adore le chocolat.
- Anna Maxwell, sœur d'Erika, un peu plus jeune, mariée à Lucas. Ils ont deux enfants en bas âge, Emma et Adrian. Elle reste avec Lucas pour eux.
- Lucas Maxwell, mari d'Anna, homme d'affaires arriviste et violent. Il bat régulièrement Anna. C'est lui qui insiste pour vendre la maison de ses beaux-parents.
- Annika Jansson, collègue de Patrik au commissariat, spécialiste des archives et de psychologie. C'est la bonne copine, celle à qui rien n'échappe, jamais à court de conseils.
- Gösta Flygare : Policier chargé de l'enquête. Fainéant. Le plus ancien employé du poste de police. Il en fait le moins possible attendant la retraite. Fan de golf.
- Dan Karlsson, ancien petit ami d'Erica, ils ont rompu depuis des années. Dan est marié à Pernilla, ils ont trois filles. Pêcheur et professeur de suédois.
- Pernilla Karlsson, femme de Dan depuis quinze ans, mère de ses trois filles.
- Jan Lorentz, fils adoptif de la famille Lorentz. Il a hérité de l'entreprise paternelle qui emploie une partie de la population de Fjällbacka. Il avait un frère aîné, Nils, fils naturel des Lorentz qui a mystérieusement disparu au début des années 1970.
- Anders Nilsson, artiste peintre méconnu, alcoolique.
- Vera Nilsson, veuve d'un pêcheur, elle a passé sa vie à travailler pour les autres, elle était gouvernante chez les Lorentz. Elle continue à faire des ménages, s'occupe de son fils que l'alcool rend très dépendant d'elle.
- Henrik Wijkner, mari d'Alexandra, il l'aimait, elle le délaissait. Héritier d'une grosse fortune, il la gère.
- Birgit et Karl-Erik Carlgren, parents d'Alexandra.
- Julia Carlgren, sœur d'Alexandra, "vilain petit canard" de la famille, ses parents lui préféraient Alexandra.
- Nelly Lorentz, Gérante d'une grosse entreprise employant la moitié de la ville de Fjällbacka, mère de Nils Lorentz.
- Eilert Berg, Pêcheur retraité qui est mené à la baguette par sa femme, Svea. Il est le gardien de la maison d'Alex lorsqu'elle est absente pour Göteborg. C'est également le premier découvreur du cadavre.
- Nils Lorentz, Fils de Nelly Lorentz.
- Bengt Larsson, compagnon de beuverie de Anders Nillson.
- Martin Molin, le plus jeune employé du poste de police. Naïf inapte au métier de policier. On ne lui confie que des tâches subalternes.
- Ernst Lundgren, employé "lèche-cul d'envergure" du poste de police. Laid, sans charme, colérique, prétentieux, ne manque pas une occasion pour se faire remarquer de son chef (Mellberg).

## Éditions

### Édition originale suédoise
- Isprinsessan, Forum, 2003, 320 p.  (ISBN 978-9137125350)

### Éditions françaises

#### Édition originale en français
- Camilla Läckberg (trad. du suédois par Lena Grumbach et Marc de Gouvenain), La Princesse des glaces [« Isprinsessan »], Arles, éd. Actes Sud, coll. « Actes noirs », 5 mai 2008, 381 p., 24 cm (ISBN 978-2-7427-7547-7, BNF 41259084)

#### Livre audio
- Camilla Läckberg (trad. du suédois par Lena Grumbach et Marc de Gouvenain), La Princesse des glaces [« Isprinsessan »], Paris, éd. Audiolib, 19 mai 2010 (ISBN 978-2-35641-231-7, BNF 42198521)Texte intégral ; narratrice : Christine Pâris ; support : 2 disques compacts audio MP3 ; durée : 14 h 15 min environ ; référence éditeur : 25 0267 2.

#### Édition en gros caractères
- Camilla Läckberg (trad. du suédois par Lena Grumbach et Marc de Gouvenain), La Princesse des glaces [« Isprinsessan »], Cergy, éd. À vue d'œil, coll. « 16-17 : suspense », 20 mai 2010, 751 p., 24 cm (ISBN 978-2-84666-546-9, BNF 42211202)Édition présentée en deux volumes indissociables.

#### Édition au format de poche
- Camilla Läckberg (trad. du suédois par Lena Grumbach et Marc de Gouvenain), La Princesse des glaces [« Isprinsessan »], Arles ; Montréal, éd. Actes Sud et éd. Leméac, coll. « Babel noir » (no 61), 9 mai 2012, 508 p., 18 cm (ISBN 978-2-330-00656-3 et 978-2-7609-0800-0, BNF 42737326)Co-édition franco-canadienne.

## Adaptations

### À la télévision
- 2007 : Isprinsessan, téléfilm suédois réalisé par Jonas Grimås (en), adaptation du roman éponyme. Le téléfilm, en deux parties, est diffusé en novembre 2007 sur la chaîne de télévision suédoise SVT[1].

Distribution:
- Elisabet Carlsson (en) : Erica Falck
- Niklas Hjulström (en) : Patrik Hedström
- Göran Ragnerstam (en) : Bertil Mellberg
- Jonas Karlström (en) : Martin Molin
- Malin Morgan : Anna Maxwell
- Gary Whitaker : Lucas Maxwell
- Lotta Karlge : Annika Jansson
- Christer Fjällström : Gösta Flygare
- Ingvar Haggren : Ernst Lundgren
- Stefan Gödicke : Dan Karlsson
- Gunilla Johansson : Pernilla Karlsson
- Thomas W. Gabrielsson : Jan Lorentz
- Magnus Krepper : Anders Nilsson
- Margareta Olsson : Vera Nilsson
- Amanda Ooms : Alexandra Wijkner
- Figge Norling : Henrik Wijkner
- Ann Lundgren : Birgit Carlgren
- Göran Graffman : Karl-Erik Carlgren
- 2024 : Erica série française

### En bande dessinée
- 2014 : La Princesse des glaces, adaptation du roman éponyme en bande dessinée réalisée par le scénariste Olivier Bocquet et la dessinatrice Léonie Bischoff. Les éditions Casterman publient ce volume le 22 janvier.

## Distinctions
- 2008 : grand prix de littérature policière
- Festival Polar de Cognac 2008 : Prix polar du meilleur roman international